# Mojisola Adeyeye
Mojisola Christianah Adeyeye là một dược sĩ và giáo sư người Nigeria. Bà được bổ nhiệm làm Tổng giám đốc Cơ quan Quản lý và Kiểm soát Thực phẩm và Dược phẩm Quốc gia (NAFDAC) vào ngày 3 tháng 11 năm 2017 bởi Tổng thống Cộng hòa Liên bang Nigeria, Muhammadu Buhari. Trước khi được bổ nhiệm làm ông chủ của NAFDAC, bà là Chủ tịch sáng lập Khoa học dược phẩm sinh học và là Giáo sư về Dược phẩm, Khoa học Sản xuất và Đánh giá Sản phẩm Thuốc tại Đại học Dược, Đại học Roosevelt ở Schaumburg, Illinois, nơi bà đã học tập 7 năm. Cô cũng là giáo sư dược và sản xuất trong 21 năm tại Đại học Duquesne ở Pittsburgh, Pennsylvania, Hoa Kỳ. Cô là học giả và chuyên gia cao cấp Fulbright và Hiệp hội các nhà khoa học dược phẩm Hoa Kỳ 2008 (đồng nghiệp phụ nữ châu Phi đầu tiên). Cô cũng là thành viên của Viện Hàn lâm Khoa học Nigeria và Học viện Dược Nigeria. Mối quan tâm nghiên cứu của cô là trong các lĩnh vực tiền chế, phát triển giai đoạn đầu của các dạng bào chế rắn, semisolid và lỏng, và phát triển sản phẩm thuốc giai đoạn cuối dựa trên sở hữu trí tuệ và dựa trên sở hữu trí tuệ. Cô là người sáng lập và Chủ tịch của Elim nhi Dược phẩm Cán Mead, Illinois. Thông qua Đại học Duquesne, cô đã có thể phát triển một sự kết hợp liều cố định cho trẻ em chống retrovirus (HIV/AIDS) và nhận được tài sản trí tuệ trên các công thức ở Anh và Nam Phi.

## Giáo dục
Moji Adeyeye theo học tại Đại học Nigeria, Nsukka, lấy bằng Cử nhân Dược học năm 1976. Cô đã tiến hành Đại học Georgia và lấy bằng MS về Dược phẩm năm 1985 và bằng tiến sĩ năm 1988 từ cùng một tổ chức.

## Nghề nghiệp
Moji Adeyeye bắt đầu sự nghiệp với tư cách là Dược sĩ tại Bệnh viện Đại học, Ibadan, bang Oyo, Nigeria năm 1976 và ở đó đến năm 1979. Cô đã tiến hành lãnh đạo khoa Dược tại Bệnh viện Baptist, Ogbomoso, bang Oyo, Nigeria từ năm 1979 đến năm 1980. Cô bắt đầu sự nghiệp học tập của mình vào năm 1988 với tư cách là Trợ lý Giáo sư tại Trường Dược, Đại học Puerto Rico, San Juan và sau đó đến Đại học Duquesne, Pittsburgh, Pennsylvania với tư cách là Trợ lý Giáo sư năm 1989 và được thăng cấp Phó Giáo sư năm 1994 trong cùng một tổ chức. Năm 2003, cô được thăng cấp Giáo sư Công nghệ Dược phẩm và Dược phẩm, Khoa Khoa học Dược phẩm, Trường Dược cùng trường Đại học và ở đó đến năm 2010. Năm 2010, cô được bổ nhiệm làm Giáo sư Dược phẩm, Khoa học Sản xuất và Đánh giá Sản phẩm Thuốc, Trường Cao đẳng Dược, Đại học Roosevelt, Schaumburg, Illinois đến năm 2018. Bà là Chủ tịch, Khoa Khoa học Dược phẩm Sinh học, Đại học Dược, Đại học Roosevelt từ năm 2010 đến 2017. Từ năm 2004 đến nay, Moji Adeyeye là Chủ tịch, Thuốc cho bệnh nhân AIDS và HIV (DAHP) - một tổ chức miễn thuế dựa trên Đức tin với mục đích ngăn ngừa HIV/AIDS ở thanh niên Nigeria cũng như phòng chống bệnh từ mẹ sang con. truyền trẻ em và chăm sóc trẻ mồ côi và trẻ em dễ bị tổn thương ở các bang Lagos, Osun và Oyo ở Nigeria. Cô là Chủ tịch, Thuốc cho Bệnh nhân AIDS và HIV (DAHP), một vị trí mà cô đã nắm giữ từ năm 2004. Từ năm 2004 đến năm 2005, cô là học giả cao cấp Fulbright, Khoa Dược, Đại học Lagos và Viện nghiên cứu và phát triển dược phẩm quốc gia, Abuja, Nigeria. Từ năm 2006 đến nay, cô là Giáo sư phụ trợ, Khoa Dược và Sản xuất Dược phẩm, Khoa Dược, Đại học Lagos, Lagos, Nigeria. Từ năm 2009 đến 2010, bà là Chủ tịch, Ủy ban giám sát chiến lược thành viên của Hiệp hội các nhà khoa học dược phẩm Hoa Kỳ (AAPS) (MSOC).  Từ năm 2009 đến nay, cô là Học giả thỉnh giảng Fulbright (Toàn cầu/Sức khỏe cộng đồng), Đại học Obafemi Awolowo, Ile Ife và cũng là Giáo sư thỉnh giảng, Đại học Nnamdi Azikiwe, Awka, Anambra State, Nigeria.
Trong sự nghiệp của mình, Adeyeye đã cố vấn hơn 15 tiến sĩ. và ứng viên MS. Adeyeye có 5 bằng sáng chế, 55 bản thảo đánh giá ngang hàng, chương sách và sách và hơn 140 bài thuyết trình khoa học.
Vào ngày 11 tháng 11 năm 2017, Adeyeye được bổ nhiệm làm Tổng giám đốc Cơ quan Quản lý và Kiểm soát Thực phẩm và Dược phẩm Quốc gia (NAFDAC), tiếp quản từ Ademola Andrew Magbojuri.

## Giải thưởng và danh dự
Năm 1983, cô được Hiệp hội Phụ nữ Đại học Hoa Kỳ (AAUW) trao tặng học bổng sau đại học. Cô được liệt kê trong Hầu tước Ai là Phụ nữ Mỹ năm 1991/1992. Bà đã được trao giải thưởng học giả J. William Fulbright cho Chương trình nghiên cứu khu vực châu Phi về AIDS và nghiên cứu liên quan đến AIDS từ năm 2004 đến 2005. Từ năm 2006, cô là ứng cử viên chuyên gia cao cấp của J. William Fulbright. Cô đã trở thành thành viên của Hiệp hội các nhà khoa học dược phẩm Hoa Kỳ (AAPS) vào năm 2008 và nhận được giải thưởng Dịch vụ công nhận từ Bộ phận Kỹ thuật Khoa học Sản xuất của AAPS năm 2011. Cô đã trở thành thành viên nghiên cứu học thuật của Hiệp hội các trường đại học dược Hoa Kỳ (AACP) vào năm 2015 và năm 2016, cô đã trở thành thành viên của Viện hàn lâm khoa học Nigeria.

## Bằng sáng chế
- Christianah M Adeyeye, Vicki L Davis, Udaya Kotreka. (2011). Hệ thống phân phối thuốc nhỏ mắt tại chỗ của estradiol hoặc estrogen khác để phòng ngừa đục thủy tinh thể. Bằng sáng chế Hoa Kỳ Hoa Kỳ 2011 Bằng sáng chế Hoa Kỳ 8,679,511 [10]
- Christianah Moji Adeyeye, Anjali Joshi và Fred Esseku. Các công thức thuốc chống retrovirus để điều trị cho trẻ em bị phơi nhiễm HIV/AIDS. PCT/US2009/031285 [11]
- Christianah Moji Adeyeye và Ashwin Jain, Chuẩn bị dược phẩm phát hành có kiểm soát trong điều trị lạc nội mạc tử cung và bệnh u xơ tử cung., Bằng sáng chế Hoa Kỳ số 6 tháng 5 năm 2003
- Christianah Moji Adeyeye, Hideki Ichikawa và Yoshinobu Fukumori, Phương pháp điều trị bệnh nhân bằng thuốc giải phóng thời gian kéo dài và chính thuốc, Bằng sáng chế Hoa Kỳ số 6.156.340, ngày 5 tháng 12 năm 2000.[12]

## Cuộc sống cá nhân
Adeyeye đã kết hôn với Thượng nghị sĩ Olusola Adeyeye của trung tâm Osun và họ có hai con gái và một con trai với nhau.

## Từ thiện và dịch vụ cộng đồng
Adeyeye là người sáng lập Drugs for AIDS and AIDS patients, một tổ chức không vì lợi nhuận ở Nigeria.
Cô cũng là người sáng lập Sarah Extended Family Homes for Children, ngôi nhà phục vụ cho trẻ em từ mẫu giáo đến đại học. Nó nằm ở Osogbo, Osun State và Ogbomoso, Oyo State.